# District de Salon
Le district de Salon est une ancienne division territoriale française du département des Bouches-du-Rhône de 1790 à 1795.
Il était composé des cantons de Salon, Istres, Mallemort, Martigues, Pelissanne et Saint Chamas.